# Odette de Carvalho e Souza
Odette de Carvalho e Souza (Rio de Janeiro, 1º de outubro de 1904 - Porto, 30 de novembro de 1969) foi uma diplomata brasileira e a primeira embaixadora de carreira do mundo.

## Biografia

### Infância
Foi filha de Augusta Possas de Carvalho e Souza e Carlos de Carvalho e Souza. Seu pai era membro da carreira consular do Ministério das Relações Exteriores.

### Trajetória profissional antes do ingresso na carreira diplomática
Entre 1931 e 1933, foi conselheira técnica governamental das XV, XVI e XVII Conferências Internacionais do Trabalho. Trabalhou, ainda, como arquivista da delegação brasileira junto à Conferência do Desarmamento de 1932, quando durante a primeira metade da década de 1930, estreitaram-se os laços entre o MRE e a EIA – graças, sobretudo, ao político paulista José Carlos de Macedo Soares, nomeado em 1932 para representar o Brasil na Conferência do Desarmamento, em Genebra.  
Odette de Carvalho e Souza retornou ao Brasil em 1934, com a ascensão do chefe da delegação brasileira na Conferência do Desarmamento, José Carlos de Macedo Soares, ao cargo de ministro de Estado das Relações Exteriores. Entre julho de 1934 e novembro de 1936, ela exerceu as funções de secretária do Ministro de Estado. Em janeiro de 1936, ainda antes de ingressar na carreira, passou a acumular suas atribuições com a chefia dos Serviços Especiais de Informação do MRE (SEI). Subsequentemente, ingressou na carreira diplomática.

### Carreira Diplomática
Ingressou no Itamaraty em 13 de fevereiro de 1936, aprovada em concurso de títulos. Entre 1936 e 1939, chefiou os Serviços Especiais de Informação do MRE. Em 1956, foi promovida a ministra de primeira classe. Em 2 de outubro de 1969, aposentou-se compulsoriamente, por ter completado 65 anos de idade.

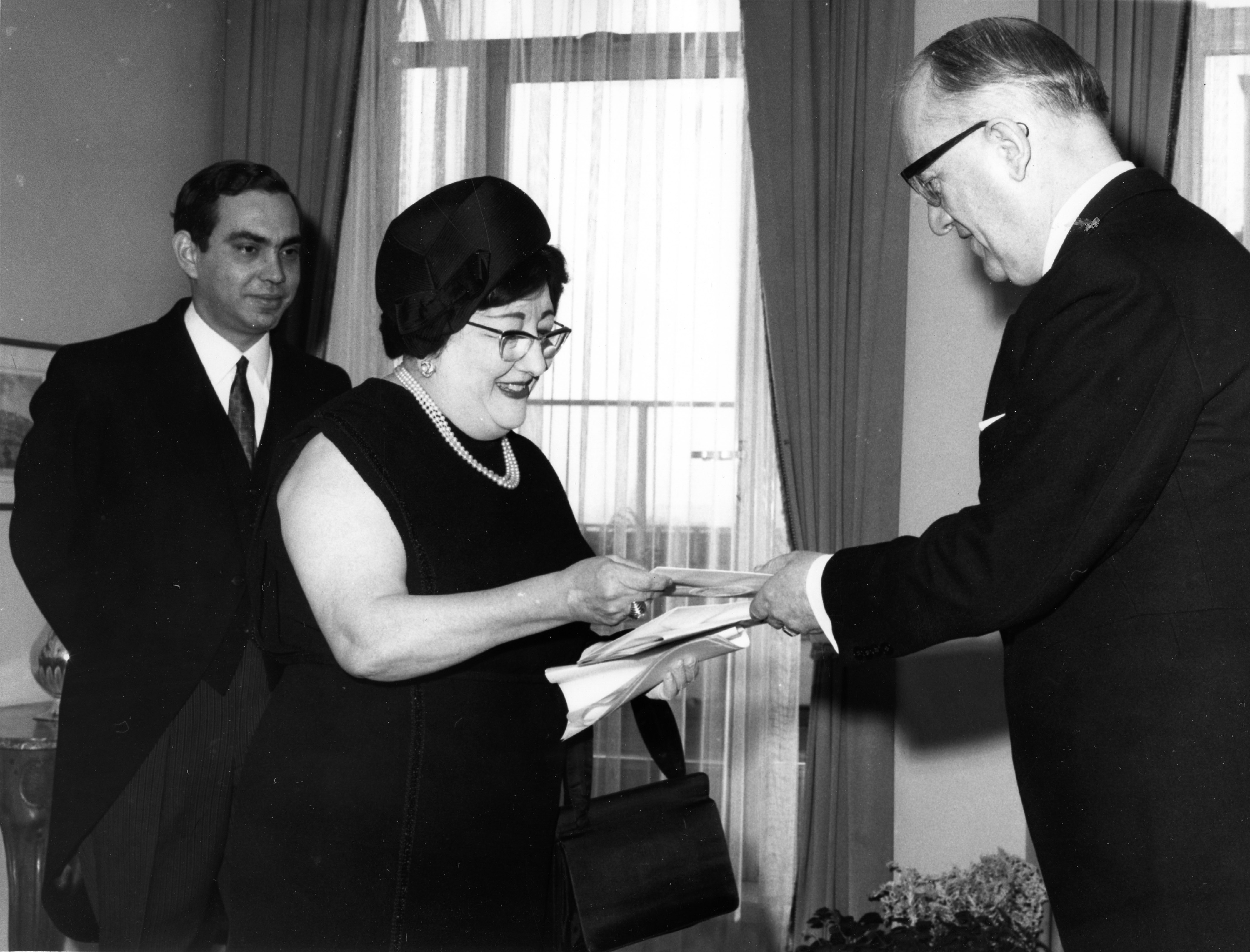
Apresentando credenciais em Bruxelas

### Postos no Exterior
- Cônsul-Geral em Lisboa (1951-1956)
- Embaixadora em Tel Aviv (1959-1961)
- Embaixadora em São José (1961-1964)
- Chefe da Delegação junto às Comunidades Econômicas Europeias em Bruxelas (1965-1969)

### Morte
Morreu em 1969, aos 66 anos de idade, na cidade do Porto (Portugal), o 30 de novembro.